# Nagai (nume)
Nagai este un nume propriu din Japonia care se poate referi la:
- Kafū Nagai (1879 - 1959), scriitor;
- Yoshikazu Nagai (n. 1952), fotbalist;
- Yuichiro Nagai (n. 1979), fotbalist;
- Kensuke Nagai (n. 1989), fotbalist.